# Jeune Fille sans adresse

Jeune Fille sans adresse (en russe : Девушка без адреса) est un film soviétique tourné en 1957 par Eldar Riazanov sur un scénario de Leonid Lench.  
Ce film joyeux eut en URSS une affluence record de 36 800 000 spectateurs.

## Synopsis
Un jeune ouvrier du bâtiment, Pachka, rencontre Katia dans le train pour Moscou. C'est une jeune fille au caractère bien trempé qui rêve de devenir actrice dans la capitale. Elle part habiter chez son grand-père à Moscou. Les deux jeunes gens se perdent en arrivant, mais un jour à la même gare, Pachka retrouve Katia. Ils décident cette fois de ne plus jamais se quitter.

## Fiche technique
- Réalisation : Eldar Riazanov
- Scénario : Leonid Lench
- Photographie :
- Musique : Anatoli Lepine
- Décors :
- Montage
- Date de sortie : 1957

## Distribution
- Svetlana Karpinskaïa : Katia
- Nikolaï Rybnikov : Pachka
- Erast Garine : le grand-père de Katia
- Youri Belov : Mitia, ami de Pachka
- Vassili Toporkov : ami du grand-père de Katia
- Sergueï Filippov : Komarinski, chef de bureau
- Zoïa Fiodorova femme de Komarinski
- Rina Zelionaïa : Elizaveta Timofeïevna, modéliste
- Olga Arosseva : voisine
- Svetlana Chtcherbak : Olia, amie de Katia
- Pavel Tarassov : gardien d'immeuble